# Limnophila galactopoda
Limnophila galactopoda är en tvåvingeart som beskrevs av Alexander 1943. Limnophila galactopoda ingår i släktet Limnophila och familjen småharkrankar. Inga underarter finns listade i Catalogue of Life.